# 林東海 (明朝)
林東海（1497年—？），字世觀，號我泉，福建興化府莆田縣人，軍籍，明朝政治人物。

## 生平
嘉靖四年（1525年）福建乙酉科第一名舉人。嘉靖八年（1529年），登己丑科進士。嘉靖十四年（1535年），接替谷繼宗，擔任直隶常州府宜興縣知縣。升南京户部主事，歷员外郎，擢按察司佥事，致仕。

## 家族
曾祖林德玉；祖父林學茂；父林宗重，曾任州同知。嫡母歐氏；生母張氏。慈侍下。兄林東山。